# Melanoplus franciscanus
Melanoplus franciscanus är en insektsart som beskrevs av Scudder, S.H. 1898. Melanoplus franciscanus ingår i släktet Melanoplus och familjen gräshoppor. Inga underarter finns listade i Catalogue of Life.